# Psychotria brucei
Psychotria brucei är en måreväxtart som beskrevs av Bernard Verdcourt. Psychotria brucei ingår i släktet Psychotria och familjen måreväxter. Inga underarter finns listade i Catalogue of Life.